# Vehkajoki
Vehkajoki är ett vattendrag i Finland.   Det ligger i landskapet Kymmenedalen, i den södra delen av landet, 130 km öster om huvudstaden Helsingfors.